# Gare de Gisors
Gare de Gisors vasútállomás Franciaországban, Gisors településen.

## Vasútvonalak
Az állomást az alábbi vasútvonalak érintik:
- Saint-Denis–Dieppe-vasútvonal

## Kapcsolódó állomások
A vasútállomáshoz az alábbi állomások vannak a legközelebb:
- Gare de Trie-Château (Paris Gare Saint-Lazare, Transilien J vonal)
- Gare de Sérifontaine